# Candidimonas bauzanensis
Candidimonas bauzanensis es una especie de  bacteria gramnegativa del género Candidimonas. Fue descrita en el año 2012. Su etimología hace referencia a Bauzanum, nombre en latín de la ciudad Bolzano, Italia. Es anaerobia facultativa y móvil por flagelo polar. Tiene un tamaño de 0,7-0,9 μm de ancho por 1,2-1,9 μm de largo. Forma colonias lisas, redondas, convexas, con márgenes enteros y de color blanco en agar R2A tras 3-5 días de incubación. Catalasa y oxidasa positivas. Temperatura de crecimiento entre 1-37 °C, óptima de 25-30 °C. Tiene un contenido de G+C de 61,6%. Se ha aislado del suelo en una zona industrial en Bozen, Italia.